# Fonte do Calvo
A Fonte do Calvo existe há mais de 100 anos, sendo bastante importante a água daquela nascente para a população de Almalaguês desde o século passado até aos dias de hoje.

## Utilização
As pessoas da freguesia de Almalaguês recorriam muito à Fonte do Calvo pois é a que possui melhor qualidade de água e uma das mais próximas da população. A água da fonte foi, ainda como é hoje, utilizada sobretudo para consumo doméstico – beber e cozinhar - e para lavar roupa mas, antigamente, servia também para se tomar banho, pois não existia água canalizada. Tradicionalmente, a população de Almalaguês fazia romarias à Fonte do Calvo. Destaca-se a célebre ida dominical, após a missa, onde rapazes e raparigas faziam o percurso de ida e volta juntos, aproveitando para “namorar” naquele espaço de tempo, tendo sido na fonte que muitos casamentos da freguesia de Almalaguês se “arranjaram”.

## Curiosidades
O transporte da água era feito sobretudo em cântaros de barro, que por norma se encontravam na sala ou na cozinha poisadas em cantareiras e tapados com os “telhadores”. Hoje em dia, a cantarinha deu lugar aos normais garrafões de plástico, arrumáveis em qualquer lugar.
Durante todos estes anos de existência fizeram-se algumas modificações na Fonte, sobretudo reabilitações que, de tempos a tempos, vão dando outra cara à zona.